# ماينبرنهايم
ماينبرنهايم (بالألمانية: Mainbernheim) هي place with town rights and privileges و بلدة ألمانية تقع في ألمانيا في بافاريا.